# Karlovac
Karlovac [ˈkarlɔʋats] (deutsch Karlstadt; ungarisch Károlyváros) ist eine Stadt mit 49.594 Einwohnern in Kroatien. Sie liegt in der historischen Region Alt-Kroatien und ist Verwaltungssitz der Gespanschaft Karlovac.

## Geografie
Karlovac liegt 56 km von Zagreb, der Hauptstadt Kroatiens, und 130 km von Rijeka, der größten Küstenstadt an der nördlichen Adria, entfernt. Die Vier-Flüsse-Stadt liegt an der Korana, der Kupa, der Mrežnica und der Dobra. Aufgrund der guten Wasserqualität ist Baden an mehreren Stellen in den Flüssen möglich. Karlovac ist Verwaltungssitz der Gespanschaft Karlovac (kroatisch Karlovačka županija).
Die Stadt hatte bei der Volkszählung 2016 49.594 Einwohner, deren Mehrheit mit 88,21 Prozent die Kroaten stellten.

## Geschichte
Die heute neuntgrößte Stadt Kroatiens zählt zu seinen jüngsten Städten. Gegründet und benannt wurde sie 1579 durch den steirischen Erzherzog Karl II. von Innerösterreich, den Befehlshaber der kroatisch-slawonischen Mark, der die Festung nach neuesten Erkenntnissen der Venezianer sternförmig auf sumpfigem Gelände unter der Leitung des einheimischen Baumeisters Martin (Matija) Gambon errichten ließ. Sie diente dann als Sitz des Gouverneurs der neu gegründeten Militärprovinz Vojna Krajina.
Mitte des 17. Jahrhunderts wurde die Militärfestung unter Kaiser Leopold I. von dem österreichischen Oberingenieur und Hauptmann, Festungsingenieur Martin Stier (1620–1669), der ein Schüler von Andrea Jungenicke war, modernisiert. Die Festung ist ein hervorragendes Beispiel für die Baukunst der Renaissance als eine der wenigen erhaltenen sogenannten „Idealen Städte“. Nach den Kriegen von 1683–1689 und dem türkischen Rückzug verlor Karlovac militärisch an Bedeutung. Durch seine Vorzüge als Knotenpunkt auf dem Verkehrsweg zwischen nördlicher Adria und der Vojvodina entwickelte sich Karlovac jedoch im 18. Jahrhundert zu einer Handelsstadt.
Sie ist auch Heimat der kroatischen Biermarke Karlovačko, die in vielen Lokalen ausgeschenkt wird.
Das kontinentale Hinterland Kroatiens wird neben Barockbauten, Holzkapellen, Thermalquellen und Klöstern auch vom Weinbau geprägt.

## Sehenswürdigkeiten
- Die Stadt wurde im 16. Jahrhundert mit ihrer Altstadt in Form eines Sterns mit sechs Strahlen gegründet. Von diesem damals modischen Grundriss, den sich Karlovac, damals Karlstadt, mit den zeitgleich entstandenen Städten von Palmanova in der Region Friaul-Julisch Venetien in der Provinz Udine (Italien) und Nové Zámky (ungarisch Érsekújvár, vormals deutsch Neuhäus[e]l), eine Stadt im Südwesten der Slowakei, und Neuf-Brisach (mit 8 Strahlen) teilt, sind nur noch Spuren vorhanden.
- In der Stadt Karlovac hatte 1991 die damalige Jugoslawische Volksarmee eine große Kaserne mit 600 Armeeangehörigen und 50 Panzern. Die Kroaten hatten die Kaserne blockiert und serbische Einheiten sollten diese Blockade durchbrechen und Soldaten und Panzer der jugoslawischen Volksarmee aus der Kaserne holen. Dies war der Beginn erbitterter Kämpfe. Während des Kroatienkrieges wurde durch serbischen Artilleriebeschuss auch die barocke Altstadt stark beschädigt. Kroatische Soldaten sprengten nicht nur die serbisch-orthodoxe Nikolauskirche von Karlovac. In den letzten Jahren wurde die Altstadt wiederaufgebaut bzw. saniert, doch sind die Narben des Bruderkampfes immer noch sichtbar.
- Der zentrale Strossmayerplatz mit seinen repräsentativen Monumenten.
- Von der Burg Dubovac aus hat man eine sehr schöne Sicht auf die Stadt.
- Das Stadtmuseum in einem ehemaligen Palast der Frankopanen aus dem 17. Jahrhundert, der vormals als Unterkunft für Generale diente.
- Stadttheater Zorin dom, erbaut 1892 als Kulturstätte u. a. für den ersten kroatischen Gesangsverein „DAWN“ von dem aus Gemona del Friuli stammenden Architekten Gjuro Carelutti (1854–1928) im Stil der Neorenaissance, zuletzt 2001 restauriert. Links und rechts des Eingangsbereiches stehen jeweils in Nischen Skulpturen der Musen Schauspiel bzw. Musik. Vor dem Haus steht die Skulptur MOTHER vom Bildhauer Ivan Meštrović (1883–1962).
- Die Stadt nennt sich gerne die „Stadt der vier Flüsse“, da sich hier Korana, das Kupa-Delta, Mreznica und Dobra befinden. Diesen vier Flüssen ist auch der 1869 geschaffene Brunnen mit den vier Terrakottafiguren gewidmet. Diese sind ihre Allegorien.
- Nahe dem Brunnen wurde 1691 auch als Dank für die Überwindung der Pestepidemie eine Pestsäule mit einer Madonnenstatue im Stil des italienischen Hochbarocks errichtet.
- Der Fluss Korana fließt am historischen Stadtkern und den schönsten Parks und Spazierpfaden entlang; im Sommer findet man an seinen Ufern zahlreiche Badeplätze. In Karlovac wird er von drei Brücken überbrückt, einer hölzernen, einer Pontonbrücke und einer Brücke aus Betonbögen. Die Brücken der Korana sind als Treffpunkte gern genutzt.
- Die Stadt wird im Volksmund wegen ihrer vielen Parkanlagen auch „Stadt der vielen Gärten“ genannt. Grundlage dafür war die Nutzung der historischen Wehrgräben als städtische Grünanlagen. Besonders hervorzuheben ist der 1896 unter den Habsburgern eröffnete Vrbanicev Park, der heute noch durch seine Form, seine Aufteilung und Landschaftsgestaltung sowie seine Architektur besticht. Der Apotheker und spätere Namenspatron Joseph Vrbanic startete die entscheidende Initiative zur Schaffung eines zunächst kleinen botanischen und vor allem öffentlichen Gartens. Er organisierte die Beschaffung von Pflanzen und Bäumen u. a. in Triest und Wien mit Unterstützung der alten kroatischen Adelsfamilie Vranyczany Dobrinović und des damaligen Erzbischofs. Der Park, im südöstlichen Teil der Stadt und zwischen dem Fluss Korana und dem linken Ufer des Korans gelegen, wurde in drei Teile gegliedert. Man erkennt heute noch einen englischen Teil, einen Mittelteil im französischen Stil und einen dritten Teil, der überwiegend aus Wacholder- und anderen Nadelbäumen besteht. Bis zum Weltkrieg enthielt dieser Park viele Terrakotta-Statuen. Heute finden hier, im als Kulturerbe geschützten Vrbanic Parkgelände, Skulpturenausstellungen im Freien statt. Auch findet hier das traditionelle Projekt „Leben mit dem Park“ als Teil einer Europäischen Woche jährlich statt.
- Der historische Entfernungsmesser oder auch Meilenstein (kroatisch=Miljokaz / englisch=milestone) von Karlovac in Form eines Obelisken. Der ursprüngliche Standort war der Anfang der historischen Straße „Josephina“ (Inschrift auf dem Obelisken: „Josephinae Principium“[9]), einer 1775 bis 1779 gebauten 115 km langen Straße von Karlovac nach der Küstenstadt Senj (Inschrift am dortigen Stadttor: „Josephinae Finis“ / Ende der Josephina) am nördlichen Ende der Maria-Valeria-Promenade der damaligen Stadt Karlstadt, benannt nach der jüngsten Tochter von Kaiser Franz Joseph. Heute steht er im Schatten großer Kastanien am Anfang der Franjo-Tuđman-Promenade in der Nähe des Theaters Zorin Dom. Errichtet wurde er in der Zeit der habsburgischen Herrschaft unter Kaiser Joseph II. in Karlstadt, um die Entfernungen des Hinterlandes und der Küsten dieses Landesteils zu markieren. Zu ihrer Zeit gehörten diese zu den modernsten Straßen Europas. Der Meilenstein zeigt als sog. Null-Meter die Entfernung von Karlovac zu einigen kroatischen Städten wie Zagreb, Rijeka und sogar nach Wien in germanischen/österreichischen Meilen (1 Meile = 7420,4 Meter) an und, in wie vielen Stunden ab Karlovac diese Ziele zu erreichen sind. Die Namen der Orte sind in ihren alten lateinischen Fassungen angegeben.
- Marmont-Allee: Während der napoleonischen Kriege wurde von 1805 bis 1813 die 100 km lange Straße, die so genannte Louisiana von Karlovac nach Fiume, der später in Rijeka umbenannten Küstenstadt, gebaut. Zu Beginn dieser Louisiana wurde in Karlovac, entsprechend der Tradition der damaligen französischen Besatzungsmacht, eine Platanenallee gepflanzt und fertiggestellt. Diese Allee hat sich bis heute erhalten und ist ca. 850 m lang. Ihre 112 Ahornbäume (Platanus x acerifolia) stehen unter Landschaftsschutz. Dieses Teilstück trägt immer noch den Namen Marmont-Allee, nach dem französischen General Marmont (1774–1852), der u. a. kurzzeitig der Befehlshaber der französischen, napoleonischen Besatzungsmacht vor Ort war.
- Der so genannte Holzpavillon Katzler wurde ursprünglich 1897 als kleiner Holzbau anlässlich der Einweihung des großen Kunstpavillons von Zagreb mit einer großen Ausstellung der Werke lokaler kroatischer Künstler, genannt „Kroatischer Salon“ (Kroatisch: Hrvatski Salon), errichtet. Danach wurde er am jetzigen Standort im Stadtpark von Karlovac wieder aufgebaut. Ein paar Jahre später wurde Wilhelm Friedrich Katzler, ehemaliger Obergärtner des Schlosses Lužnica nächst Zaprešić, Eigentümer dieses Holzbaus und betrieb hier einen Blumenladen. Renoviert dient er heute für Kunstausstellungen der Stadt Karlovac.
- Der Matanić-Pavillon, die so genannte „Kleine Gloriette“, wurde 1916 während des Ersten Weltkrieges gebaut. Seine Errichtung war das Resultat einer Sammlung, um den ständig zahlreicher werdenden Opfern des damals aktuellen Krieges zu helfen. Auf Initiative des Major Rudolf Matanić wurde in einem tempelartigen, offenen Pavillon eine Skulptur aus Lindenholz entworfen, an deren Spitze ein österreichischer Adler in seinen Klauen das kroatische Wappen hielt. Die Bürgerschaft sollte ihre Spenden durch zuvor erworbene Nägel unterschiedlicher Wertstufen oder auch Namensplatten dokumentieren. Angeblich lag das Spendenaufkommen zugunsten der sog. Heimwehr bei damals beachtlichen 12.000 Forint. Nach dem verlorenen Krieg wurde die Holzskulptur 1918 entfernt. Nach der Unabhängigkeit Kroatiens wurde von Miroslav Preglej und Vladimir Petersilie der Pavillon 1995–1998 restauriert und eine Nachbildung der Skulptur in Bronze gegossen. Im Sockel wurde ein Text zur Erinnerung an kroatische Soldaten angebracht.
- Wallfahrtskirche St. Joseph (Sv. Josipa). Dieser Neubau der Architektin Josipa Šponar Muth ist die größte diesem Heiligen geweihte Wallfahrtskirche in Kroatien und Ziel einer jährlich am 19. März veranstalteten Pilgerreise. Diese ist eine von etwa 50 Wallfahrten, an denen jährlich etwa 500.000 Gläubige in Kroatien teilnehmen.[10] 1991 wurde St. Joseph vom Rat der Stadt Karlovac zum Stadtheiligen erklärt.[11]
- Turanji, das Museum des Heimatkrieges in den Ruinen der ehemaligen historischen Habsburger Kaserne Turanji im südlichen Teil der Stadt Karlovac neben dem Fluss Korana an der alten Plitvicer Straße D-1. Hier wurden 15 dreidimensionale Exponate der Kriegstechnik und fünf Exponatsorten der Fortifikation aufgebaut.[12]
- Ende August findet in Karlovac das traditionelle zehntägige Bierfest „Karlovački dani piva“ statt.[13] In der Stadt befindet sich die Karlovačka Pivovara, eine der größten Brauereien des Landes, heute Teil eines der größten europäischen Bierkonzerne.

## Banija
Die Banija ist ein Stadtteil nordwestlich des alten Stadtzentrums, der sich zwischen der Bahnstrecke, dem Bahnhof Karlovac und dem Fluss Kupa befindet. Der Ursprung der Bezeichnung Banija stammt vom alten kroatischen Adelstitel Ban.

## Industrie
Markant ist die jüngste wirtschaftliche Entwicklung von Karlovac. 58 % der Wirtschaftsbetriebe sind Industriebetriebe (Stand 2014), dagegen beträgt der kroatische Durchschnitt an Industriebetrieben nur 20 %. Trotzdem bleibt die hohe Arbeitslosigkeit ein zentrales Problem von Karlovac.
- Zum größten Industrieunternehmen von Karlovac mit über 2500 Beschäftigten (Stand 2014) hat sich die erst 1991 gegründete Waffenfabrik HS Produkt entwickelt, deren umsatzstärkstes Produkt die Pistole HS2000 ist. Jährlich werden 30.000 Stück dieses Pistolentyps hergestellt, 90 % der Herstellung werden in die USA exportiert. Über 500.000 Einheiten wurden von der US-Firma Springfield Armory, Inc. bereits weiterverkauft.
- Alstom unterhält in Karlovac die Tochterfirma Alstom Croatia Ltd. mit ca. 850 Beschäftigten und einem Exportanteil von ca. 75 %. 1949 wurden unter dem Namen Jugoturbina in Karlovac Turbinen zur Stromerzeugung hergestellt. Später erfolgten Lizenzherstellungen u. a. der De-Lavall-Turbine für europäische Großunternehmen AEG, BBC und ABB. Im Jahr 2003 wurde die jetzige Alstom Croatia Ltd. gegründet.[17]
- Die KIM Molkerei Karlovac ist der größte und modernste Milchhersteller der Region.[18]
- Das modernste Ziegelwerk Kroatiens, Wienerberger Ilovac d.d.[19]
- Brauerei Karlovačko
- PPK karlovačka mesna industrija d.d., Lebensmittelhersteller[20]

## Sport
- Kroatischer Fußballverein NK Karlovac
- Kroatischer Handballclub Rukometni Klub Karlovac HRK Karlovac
- KK Sanac Karlovac Basketball
- OK Karlovac Volleyball
- Olimpija Karlovac Baseball, 2013 Gewinner des Interligue Titels (CEB - Confederation of European Baseball)[21]

## Klima
|                       | Jan | Feb | Mär | Apr | Mai | Jun | Jul | Aug | Sep | Okt | Nov | Dez |   |      |
| Mittl. Tagesmax. (°C) | 4   | 6   | 12  | 17  | 21  | 25  | 28  | 28  | 22  | 17  | 11  | 6   | ⌀ | 16,5 |
| Mittl. Tagesmin. (°C) | −2  | −1  | 3   | 6   | 9   | 12  | 14  | 14  | 10  | 7   | 4   | −1  | ⌀ | 6,3  |
|                       |     |     |     |     |     |     |     |     |     |     |     |     |   |      |
| Niederschlag (mm)     | 30  | 30  | 26  | 24  | 59  | 49  | 39  | 36  | 62  | 40  | 56  | 33  | Σ | 484  |
|                       |     |     |     |     |     |     |     |     |     |     |     |     |   |      |
| Regentage (d)         | 11  | 11  | 11  | 11  | 16  | 15  | 14  | 11  | 12  | 11  | 13  | 11  | Σ | 147  |

| −2 |

| −1 |

| 3 |

| 6 |

| 9 |

| 12 |

| 14 |

| 14 |

| 10 |

| 7 |

| 4 |

| −1 |

| −2 |

| −1 |

| 3 |

| 6 |

| 9 |

| 12 |

| 14 |

| 14 |

| 10 |

| 7 |

| 4 |

| −1 |

## Veranstaltungen in Karlovac
- die sog. Biertage von Karlovac (Karlovački dani piva) zu Herbstbeginn, die kroatische Variante zum Münchner Oktoberfest mit ca. 100.000 Besuchern
- die alljährliche St. Josephs-Prozession am 19. März zur Wallfahrtskirche St. Joseph (Sv. Josipa) von Karlovac
- die Blumenschau Anfang Juni
- das Johannisfeuer in der Johannisnacht, der Nacht auf den Johannistag vom 23. auf dem 24. Juni
- die Kulturtage von Karlovac von Oktober bis Dezember
- Im September 1966 war Karlovac der Austragungsort der III. Feuerwehrolympiade, die alle vier Jahre vom Weltfeuerwehrverband CTIF jeweils in anderen Städten veranstaltet wird.
- VW-Tuning-Show des VW-Club Croatia (2014 – 12. Treffen in Karlovac vom 6.–8. Juni 2014)[22]
- Im Jahr 2027 ist Karlovac Gastgeber des 22. Europaschützenfestes, einer Veranstaltung der Europäischen Gemeinschaft Historischer Schützen.[23]

## Städtepartnerschaften
Karlovac listet vier Partnerstädte auf:
| Stadt         | Land               | seit |
| ------------- | ------------------ | ---- |
| Alessandria   | Italien            | 1964 |
| Erzsébetváros | Ungarn             | 2008 |
| Kansas City   | Vereinigte Staaten | 1977 |
| Kragujevac    | Serbien            | 1968 |

## Söhne und Töchter der Stadt
- Matthias Leopold Stupić (ca. 1732–1794), Mitglied der Amerika-Expedition Josephs II.
- Maksimilijan Vrhovac (1752–1827), Bischof von Zagreb
- Radoslav Lopašić (1835–1893), Historiker
- Karl Felix Wolff (1879–1966), Südtiroler Volkskundler und Sammler Südtiroler Sagen
- Tomislav Neralić (1917–2016), Opernsänger
- Nikola Vuljanić (1949–2024), Politiker
- Miroslav Lazanski (1950–2021), Journalist, Diplomat und Botschafter Serbiens in Russland
- Milan Šašić (* 1958), Fußballtrainer
- Branko Vukelić (1958–2013), Politiker
- Zvjezdan Cvetković (1960–2017), Fußballspieler und -trainer
- Ivo Josipović (* 1975), Basketballspieler
- Kristijan Ljubanović (* 1978), Handballspieler
- Zrinka Cvitešić (* 1979), Schauspielerin
- Ana Vidović (* 1980), Gitarristin
- Ivan Vilibor Sinčić (* 1990), Aktivist der Gruppe Živi zid („lebendige Mauer“)
- Katarina Smiljanec (* 1993), Mittelstreckenläuferin
- Adrijana Lekaj (* 1995), kosovarisch-kroatische Tennisspielerin
- Ivan Šnajder (* 1997), Handballspieler
- Adrian Milićević (* 1998), Handballspieler

## Galerie

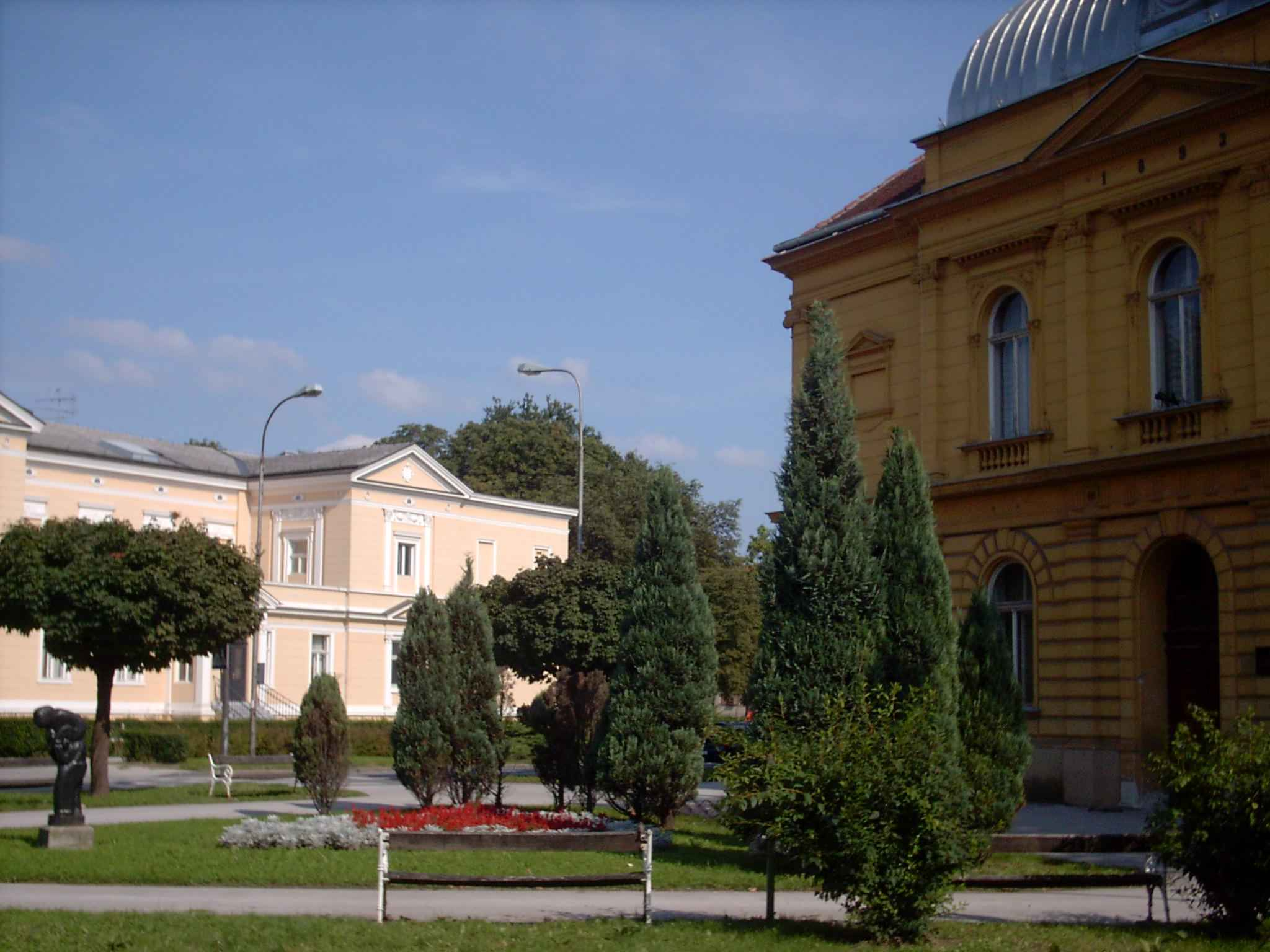
Stadttheater (links) und eine der Grundschulen
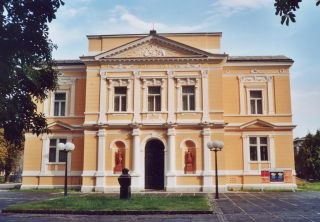
Stadttheater ZORIN DOM
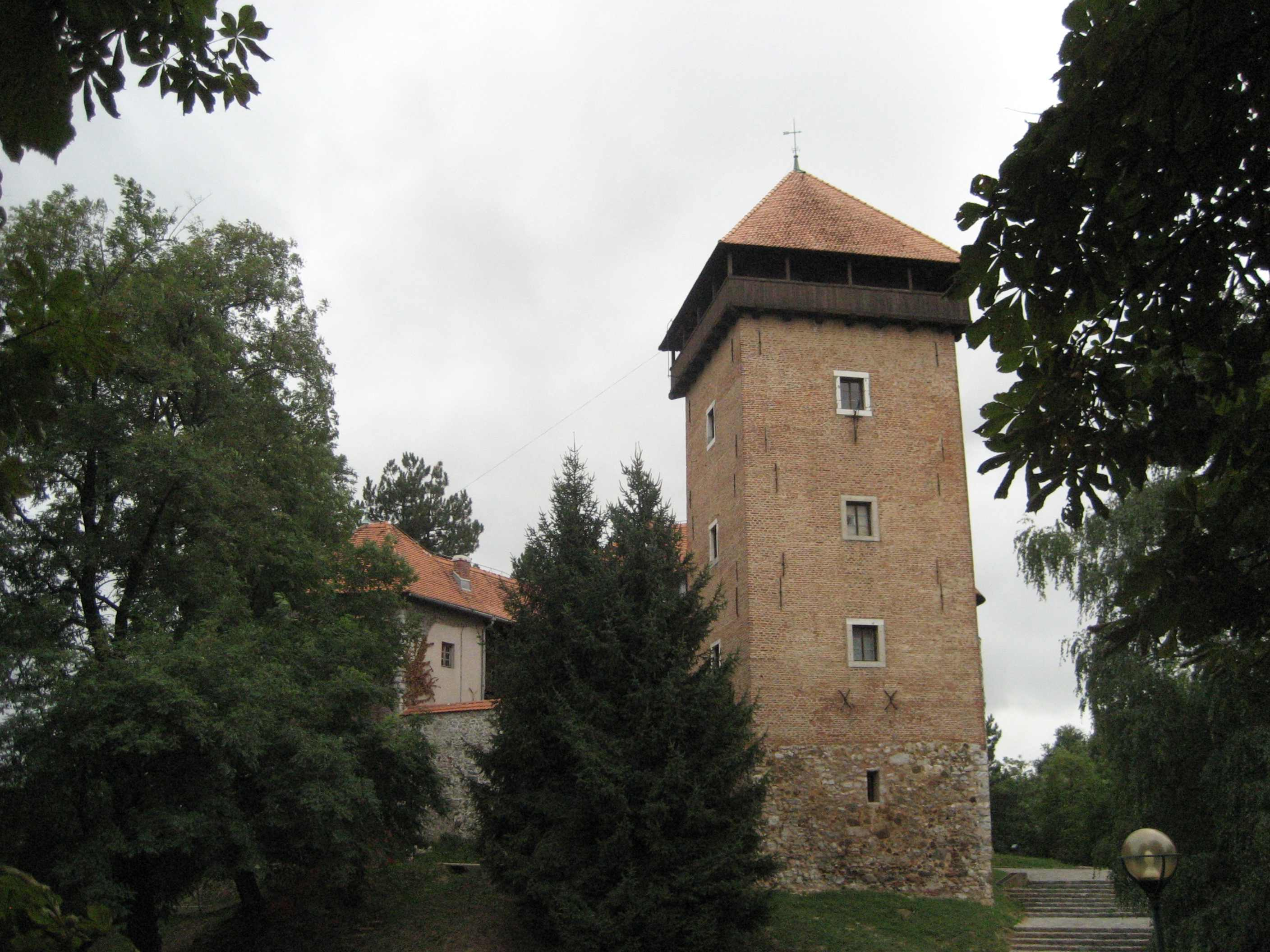
Burg Dubovac ob Karlovac
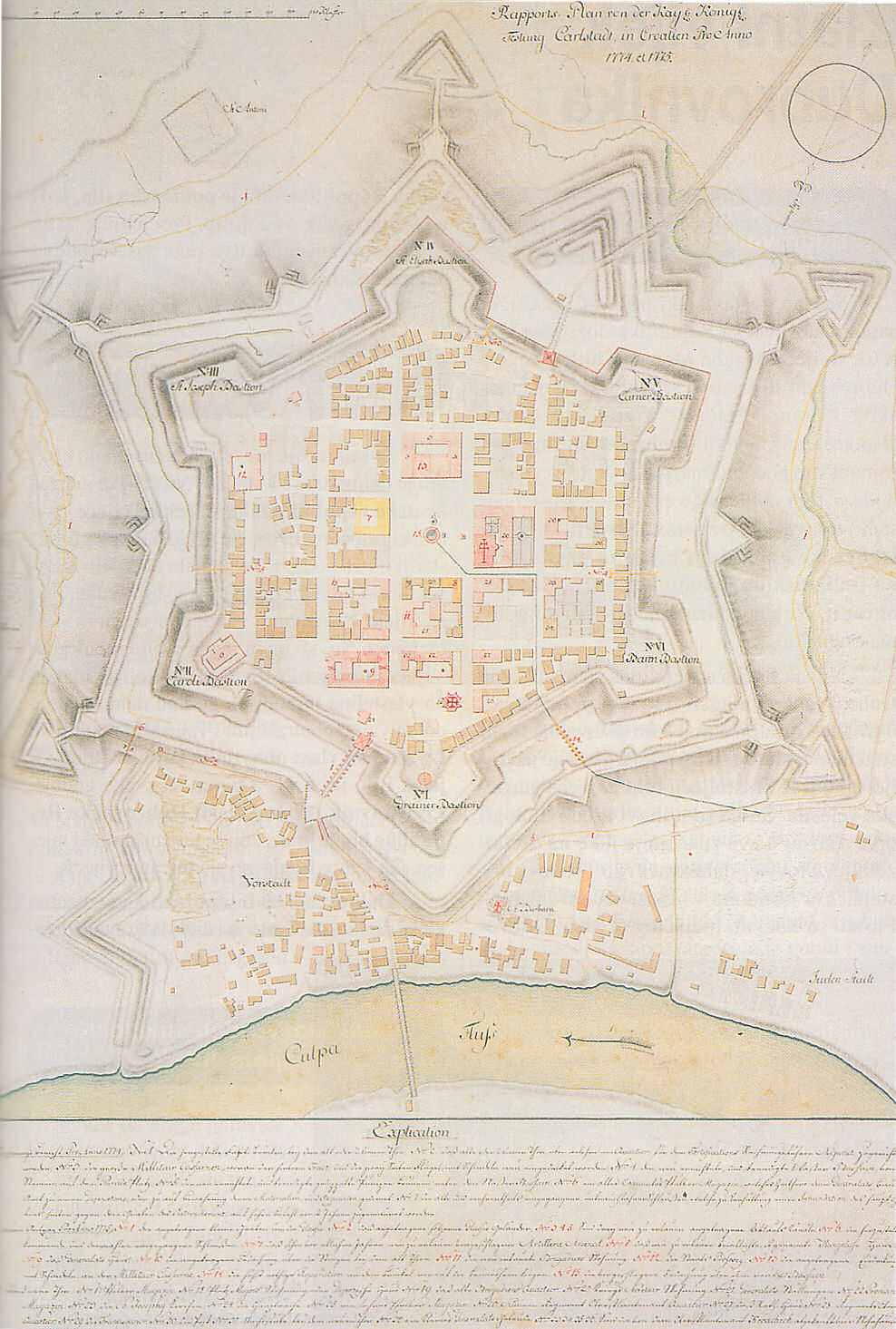
Karlovac entwickelte sich rund um die sternförmige Festungsanlage, die zur Zeit der Türkenkriege erbaut wurde
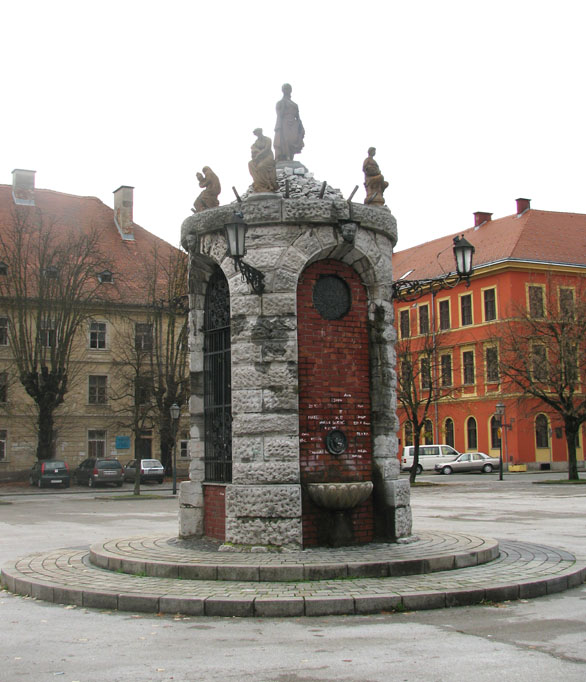
Brunnenanlage von 1869 mit Terrakottafiguren
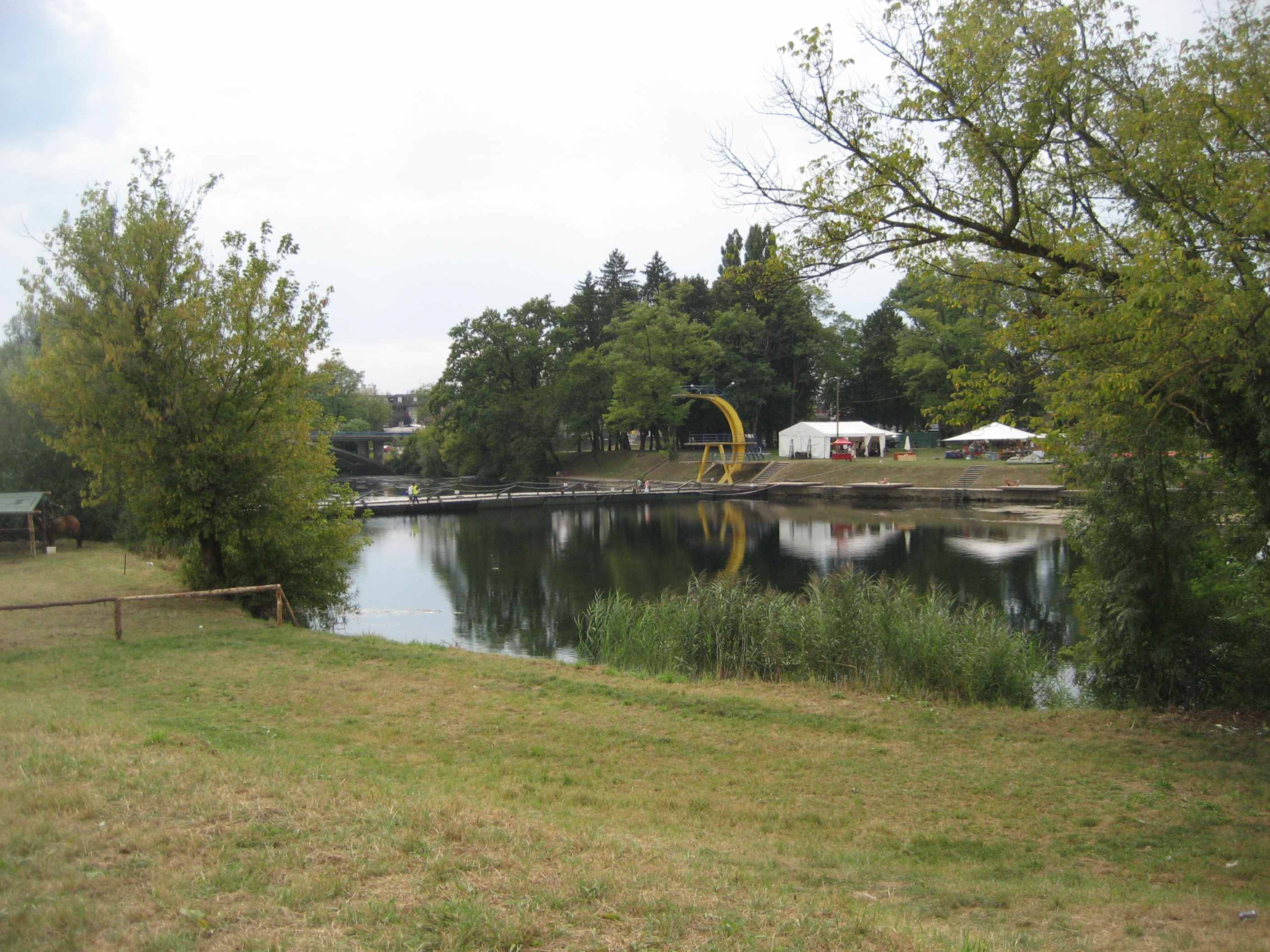
Badewiese an der Korana